# Rúcula
A rúcula (Eruca sativa) – também conhecida como mostarda-persa – é uma verdura da mesma família que a mostarda, Brassicaceae, originária do Mediterrâneo e da Ásia Ocidental. Adapta-se a clima fresco, nem quente nem frio. Tem sabor muito forte, picante e amargo. É muito utilizada na Itália. No Brasil, a sua utilização começou nos estados do sul, mas é atualmente conhecida no país inteiro.
Preparada crua, em saladas, ou refogada, serve para complementar refeições, devido ao seu sabor forte, capaz de neutralizar o de outros alimentos.
Com propriedades estimulantes do apetite, é nutricionalmente rica em proteínas, vitaminas A e C e sais minerais, principalmente de cálcio e ferro. Contém também ômega 3, mas é pobre em calorias.

## Descrição
Eruca vesicaria é uma planta anual que cresce de 20 a 100 cm de altura. As folhas pinadas são profundamente lobuladas com quatro a dez pequenos lobos laterais e um grande lobo terminal. As flores têm 2 a 4 cm de diâmetro, dispostas em um corímbulo, com a estrutura típica da flor Brassicaceae. As pétalas são branco-creme com veias roxas e os estames amarelos. O fruto é uma siliqua (vagem) de 12–25 mm (0,5–1,4 pol.) De comprimento com bico apical, contendo várias sementes (comestíveis). A espécie possui um número cromossômico de 2n = 22.
- «Rúcula: um cultivo mediterrâneo para o mundo, documento em inglês» (PDF). (PDF)